# Nouans-les-Fontaines
Nouans-les-Fontaines är en kommun i departementet Indre-et-Loire i regionen Centre-Val de Loire i de centrala delarna av Frankrike. Kommunen ligger i kantonen Montrésor som tillhör arrondissementet Loches. År 2022 hade Nouans-les-Fontaines 669 invånare.

## Befolkningsutveckling
Antalet invånare i kommunen Nouans-les-Fontaines
Referens:INSEE